# استونی (آلبوم)
استونی (انگلیسی: Stoney) نخستین آلبوم استودیویی از رپر و خواننده آمریکایی پست مالون است. این آلبوم در ۹ دسامبر ۲۰۱۶ توسط ریپابلیک رکوردز منتشر شد. آلبوم با حضور هنرمندانی از جمله جاستین بیبر، کلانی و کوآوو ضبط شده‌است. . نسخه لوکس این آلبوم همزمان با نسخه استاندارد آن منتشر شد که شامل یک حضور اضافی از رپر آمریکایی تو چینز است. تهیه آلبوم بر عهده چندین موسیقی‌دان از جمله ماسترد، مترو بومین، فرانک دوکس و فارل ویلیامز بوده‌است.
استونی به شماره شش در جدول آلبوم‌های بیلبورد ۲۰۰ ایالات متحده رسید. آلبوم ۳ گواهی‌نامه پلاتین از انجمن صنعت ضبط موسیقی ایالات متحده آمریکا (آرآی‌ای‌ای) ایالات متحده و یک پلاتین از صنعت ضبط صدای بریتانیا (بی‌پی‌آی) پادشاهی متحده دریافت کرد.